# Jacek Napierała
Jacek Władysław Napierała (ur. 19 marca 1947) – polski prawnik, profesor nauk prawnych, specjalista w zakresie prawa cywilnego i prawa handlowego związany z Wydziałem Prawa i Administracji UAM w Poznaniu.

## Życiorys
Studia prawnicze ukończył w 1974 na Wydziale Prawa i Administracji UAM. Stopień doktora uzyskał w 1980 roku na podstawie pracy "Umowa składu". Habilitował się w 1997 na podstawie oceny dorobku naukowego i rozprawy "Odpowiedzialność dłużnika za nieuchronne niewykonanie zobowiązania". Tytuł naukowy profesora nauk prawnych został mu nadany w 2008. 
Pracuje jako profesor zwyczajny w Katedrze Prawa Cywilnego, Handlowego i Ubezpieczeniowego Wydziału Prawa i Administracji UAM. Odznaczony m.in. Złotym Krzyżem Zasługi oraz Medalem Komisji Edukacji Narodowej (2004).

## Wybrane publikacje
- "Instytucje prawne dyrektywy kapitałowej" (współredaktor z M. Cejmerem i T. Sójką), wyd. 2004, ISBN 83-7333-395-9
- "Prawo spółek handlowych" (współredaktor z A. Kochem), wyd. 2005, ISBN 83-7444-094-5
- "Corporate governance" (współredaktor z M. Cejmerem i T. Sójką), wyd. 2006, ISBN 83-7444-422-3
- "Europejskie prawo spółek", wyd. 2006, ISBN 83-7387-108-X
- "Spółki zagraniczne w Polsce" (współredaktor z M. Cejmerem i T. Sójką), wyd. 2008, ISBN 978-83-7526-822-5
- "Umowy w obrocie gospodarczym" (współredaktor z A. Kochem), wyd. 2013, ISBN 978-83-264-4163-9
- ponadto artykuły publikowane w czasopismach prawniczych, m.in. w "Ruchu Prawniczym, Ekonomicznym i Socjologicznym" oraz "Państwie i Prawie"[1]